# Rehhof (Niederstetten)
Rehhof ist ein Wohnplatz auf der Gemarkung der Kernstadt Niederstetten im Main-Tauber-Kreis im fränkisch geprägten Nordosten Baden-Württembergs.

## Geographie
Der Wohnplatz befindet sich etwa zwei Kilometer nordöstlich der Kernstadt Niederstetten. Der nächstgelegene Ort ist der Niederstettener Stadtteil Wermutshausen nach etwa zwei weiteren Kilometern im Nordosten.

## Kulturdenkmale
Kulturdenkmale in der Nähe des Wohnplatzes sind in der Liste der Kulturdenkmale in Niederstetten verzeichnet.

## Verkehr
Der Ort ist über die K 2865 (Hohenlohestraße) zu erreichen.